# 馬場泰久
馬場 泰久（ばば やすひさ）とは、鹿児島県鹿児島市出身の音楽家。ゲームミュージックの作曲および監督、効果音制作に携わっている。元インテリジェントシステムズ所属。
2022年に同社を退社、フリーランスとなり、自身のサウンドスタジオ「Cokon Notes」を設立。

## 関連作品
タイトル後の括弧内は発売年、対応ハード。
- まわるメイドインワリオ（2004年10月14日 GBA）
- さわるメイドインワリオ（2004年12月2日 DS）
- おどる メイド イン ワリオ（2006年12月2日 Wii）
- スーパーペーパーマリオ（2007年4月19日 Wii）
- 高速カードバトル カードヒーロー（2007年12月20日 DS）
- ファイアーエムブレム 新・暗黒竜と光の剣（2008年8月7日 DS）
- うつすメイドインワリオ（2008年12月24日 DSi）
- メイドイン俺（2009年4月29日 DS）
- カードヒーロー スピードバトルカスタム（2009年7月29日 DSi）
- ファイアーエムブレム 覚醒（2012年4月19日 3DS）
- ペーパーマリオ スーパーシール（2012年12月6日 3DS）
- ゲーム&ワリオ（2013年3月28日 Wii U）
- 大合奏!バンドブラザーズP（2013年11月14日 3DS）
- 引ク出ス ヒッパランド（2015年5月13日 3DS）
- ファイアーエムブレムif（2015年6月25日 3DS）
- ペーパーマリオ カラースプラッシュ（2016年10月13日 Wii U）
- ファイアーエムブレム Echoes もうひとりの英雄王（2017年4月20日 3DS）
- メイド イン ワリオ ゴージャス（2018年8月2日 3DS）
- ファイアーエムブレム エンゲージ（2023年1月20日 Switch）